# La Conchiglia
La Conchiglia (1992) es un cortometraje del escritor y director somalí Abdulkadir Ahmed Said.

## Sinopsis
Una artista pinta un paisaje marino en una playa desierta cuando descubre una hermosa concha. Curiosa, pone su oído y escucha los ecos y sonidos de las olas del mar. Sin embargo, también escucha la voz de una niña, Sophie, que cuenta su corta y turbulenta vida en su pequeña ciudad, que una vez estuvo en una costa exuberante pero que desde entonces ha sido destruida por una catástrofe ecológica. Una noche, un bote descargó desechos tóxicos ilegales que envenenaron a los peces y pescadores locales, contaminando finalmente toda la vegetación de la costa y los habitantes de la región. La historia de Sophie se cuenta doce meses después de que el desastre ecológico azotara por primera vez esa franja de tierra, arruinando para siempre el hábitat y cobrando sus vidas.

## Producción
La Conchiglia se rodó en película de 35 mm. La versión original se titula Aleel y está en somalí, con subtítulos en italiano.
Fue filmada y presenta a los residentes locales de Gondershe, una pequeña ciudad en la costa del sur de Somalia.